# Маркеш, Бранка Эдме
Бра́нка Эдме Марке́ш де Со́уза То́рреш (порт. Branca Edmée Marques de Sousa Torres, 14 мая 1899, Лиссабон — 19 июля 1986, там же) — португальский исследователь, химик и радиофизик. Одна из первых выдающихся женщин в португальской науке.

## Биография
Бранка Эдме Маркиш родилась 14 мая 1899 года. Её отец умер, когда Бранка была ещё малым ребёнком. О её образовании заботилась мать. Изучала химию в Лиссабонском университете, после чего принимала участие в португальской геологической экспедиции в Анголе. Затем продолжила образование в Франции (с 1931 года), где изучала ядерную физику под руководством Марии Кюри. На последнюю произвели впечатление успехи ученицы и она добилась стипендии для неё. В 1935 году защитила в Сорбонне докторскую диссертацию.
После возвращения в Португалию долго находилась на низких должностях в науке по причине своего пола, но в течение времени добилась признания, руководила центром химических исследований на научном факультете Лиссабонского университета.